# 基隆文化中心
基隆文化中心是位於臺灣基隆市市中心的的綜合文化設施，為楊卓成建築師作品，分為「基隆市圖書館總館」、「基隆表演藝術中心」、「基隆美術館」等三個場域經營，乃基隆市首要的藝文場館。
文化中心毗鄰基隆市政府大樓、田寮河、基隆港東岸客運大樓，除了藝文空間場域外，亦為基隆市文化局本部的辦公所在地。

## 歷史
日治時代初期，臺灣總督府在基隆港邊的哨船頭山興建基隆公會堂，1903年完工，為臺灣第一座公共集會設施。1945年進入中華民國時代後，基隆公會堂更名為中正堂，1958年改建。
為了配合行政院的十二項建設計畫，1980年，基隆市政府將中正堂拆除，並同時將哨船頭山剷平做為基隆市立文化中心建地。1984年7月，基隆市政府成立「基隆市立文化中心籌備處」，負責籌建基隆市立文化中心，並編列預算執行各項藝文活動；原基隆市立圖書館及民俗文物館之人員、館舍裁併，歸屬基隆市立文化中心籌備處管轄。最終在1985年8月27日，基隆市立文化中心落成啟用。
1986年6月，基隆市立文化中心正門設立由臺灣雕塑家暨卡卡藝術共同創辦人陳志慈翻模仿製上海滙豐獅之西洋銅獅雕刻。1988年6月，基隆市立文化中心一樓餐廳拆除改設「基隆市史蹟館」。
1989年3月，基隆市立文化中心二樓期刊室移至三樓，規劃籌設視聽中心。1990年2月，基隆市立文化中心視聽中心完工對外營運；同年7月，基隆市史蹟館更名為「地方特色文物館」。1997年3月，基隆市立文化中心正面外牆加掛英文牌匾。
2004年12月1日，基隆市立文化中心改制為基隆市文化局，原基隆市立文化中心館舍改名為基隆文化中心，正面外牆加掛英文牌匾。2005年11月13日，第42屆金馬獎頒獎典禮於基隆文化中心演藝廳舉行，是金馬獎頒獎典禮首次在基隆舉行。
由於建築老舊、加上漏水問題，基隆文化中心自2021年6月起進行全館整修及空間再規劃工程，外牆的中英文牌匾均在工程進行後摘除。首先完成的基隆文化中心演藝廳於2022年10月4日重新啟用，並改名為「基隆表演藝術中心」。至於1至2樓的美術展覽區域，將以「基隆美術館」之名稱重新啟用，預計2023年完成。圖書館區域的整修工程，則預計在2024年底前後完成。
2024年3月12日，原定於 2023年啓用的基隆美術館啓用持續延宕，加上2024年基隆市市長謝國樑罷免案延燒中，基隆文化中心前方廣場在施工中傳出鋪設草皮將成為遊憩空間，引起民眾不滿安全性問題，同時施作中的銅獅上金漆過程也導致民眾不滿。

## 設施

### 建築配置
| 樓層     | 設施                                          | 備註               |
| 頂部     | 頂部                                          | 頂部               |
| -------- | --------------------------------------------- | ------------------ |
| 四至七樓 | 基隆表演藝術中心                              | 配合活動需要開放   |
| 三       | 參考室 開架閱讀室、期刊閱報室 普通閱讀室 藝廊 | 基隆市文化局圖書館 |
| 二       | 公用資訊棧 兒童室 視聽中心                    | 基隆市文化局圖書館 |
| 一       | 基隆美術館                                    |                    |

## 其他
臺灣電視公司綜藝節目《全面出擊》（鄒森、賴佩霞主持）、中國電視公司綜藝節目《黃金拍檔》曾經租用基隆市立文化中心演藝廳錄影。

## 外部鏈結
- 基隆市表演藝術網站 （页面存档备份，存于）